# Oleg Grigorjewitsch Kulinkowitsch
Oleg Grigorjewitsch Kulinkowitsch, russisch Олег Григорьевич Кулинкович, englische Transkription Kulinkovich, (* 11. Mai 1948 in Paide) ist ein russischer Chemiker (Organische Chemie).
Kulinkowitsch studierte an der Belarussischen Staatsuniversität in Minsk mit dem Abschluss 1971 und der Promotion 1975 (Zyklische Addition von Dichlorcarben an Vinylacetylenverbindungen und einige Umwandlungen der resultierenden Addukte). Er wurde 1979 außerordentlicher Professor, 1987 habilitierte er sich (russischer Doktortitel) mit der Dissertation Aktivierte Cyclopropyl-Ketone: Herstellungsverfahren, Eigenschaften und synthetische Anwendung.  und erhielt dort eine volle Professur in Chemie. 1993 bis 2004 war er Leiter der Abteilung Organische Chemie und Polymerchemie und danach des Labors für Elementorganische Synthese. Er trat 2009 aufgrund eines Streits mit dem Rektor der Belarussischen Staatsuniversität zurück und wurde Professor an der Universität Tallinn, wo er schon zuvor Gastprofessor war.
Er entwickelt katalytische und nicht-katalytische Synthesemethoden basierend auf gespannten organischen oder metallorganischen Verbindungen, insbesondere von kleinen Ringen wie Cyclopropanolen. Hier ist die Kulinkovich-Reaktion nach ihm benannt. Er wandte die Synthese mit aktivierten Cyclopropanolen zum Beispiel für die Synthese von Sexualhormonen von Insekten an.

## Schriften
- Cyclopropanes in organic synthesis, Wiley 2015, ISBN 978-1-118-97841-2